# 沈成
沈成（1955年3月—），江苏淮安市人，中华人民共和国政治人物。

## 生平
1975年9月，入淮安师范学校中文班学习。1977年6月，加入中国共产党。1977年9月，为淮安县运河中学教师、校团委书记，1981年9月入淮阳教育学院中文班学习。1983年8月，起历任淮阴市教育局组监科副科长，淮阴市委办公室秘书科副科长、正科级秘书、科长，1989年11月，任淮阴市委办公室副主任，1995年5月任县级宿迁市委副书记、组织部长。1996年9月，任宿迁市宿城区委书记。1999年1月，任宿城区委书记、区人大常委会主任，2000年12月，任宿迁市委常委。2001年3月，任市委常委、秘书长、市委办主任。2003年6月，任市委副书记、纪委书记。2006年8月，任中共宿迁市委副书记、纪委书记、政法委书记。